# 1075 Helina
1075 Helina è un asteroide della fascia principale del diametro medio di circa 35,52 km. Scoperto nel 1926, presenta un'orbita caratterizzata da un semiasse maggiore pari a 3,0104566 UA e da un'eccentricità di 0,1154655, inclinata di 11,53557° rispetto all'eclittica.
Il suo nome è in onore di Helij Grigor'evič Neujmin, il figlio dello scopritore.